# اتفاقية الحماية المادية للمواد النووية
اتفاقية الحماية المادية للمواد النووية هي معاهدة اعتمدت في 26 أكتوبر 1979 في فيينا بالنمسا. جرى حفل التوقيع الأولي في فيينا ونيويورك في 3 مارس 1980 ودخلت الاتفاقية حيز التنفيذ في 8 فبراير 1987. تودع الاتفاقية مع الوكالة الدولية للطاقة الذرية. في يوليو 2005 تم عقد مؤتمر دبلوماسي لتعديل الاتفاقية وتعزيز أحكامها ونتيجة لذلك تم تسميتها باتفاقية الحماية المادية للمواد النووية والمرافق النووية.
اعتبارا من عام 2014 فقد وقعت 149 دولة على الاتفاقية بالإضافة إلى الجماعة الأوروبية للطاقة الذرية. بلغاريا والمجر ومنغوليا وبولندا وروسيا انسحبت من الاتفاقية بعد أن صادقت عليها.
تقول وزارة خارجية الولايات المتحدة ما يلي: